# Віштя (комуна)
Віштя (рум. Viștea) — комуна у повіті Брашов в Румунії. До складу комуни входять такі села (дані про населення за 2002 рік):
- Віштя-де-Жос (702 особи) — адміністративний центр комуни
- Віштя-де-Сус (569 осіб)
- Віштішоара (24 особи)
- Олтец (417 осіб)
- Рукер (418 осіб)

Комуна розташована на відстані 185 км на північний захід від Бухареста, 70 км на захід від Брашова, 138 км на південний схід від Клуж-Напоки.

## Населення
За даними перепису населення 2002 року у комуні проживали 3317 осіб.
Національний склад населення комуни:
| Національність | Кількість осіб | Відсоток |
| -------------- | -------------- | -------- |
| румуни         | 3128           | 94,3%    |
| цигани         | 181            | 5,5%     |
| угорці         | 7              | 0,2%     |
| німці          | 1              | < 0,1%   |

Рідною мовою назвали:
| Мова      | Кількість осіб | Відсоток |
| --------- | -------------- | -------- |
| румунська | 3181           | 95,9%    |
| циганська | 132            | 4,0%     |
| угорська  | 4              | 0,1%     |

Склад населення комуни за віросповіданням:
| Релігія                                       | Кількість осіб | Відсоток |
| --------------------------------------------- | -------------- | -------- |
| православні                                   | 3264           | 98,4%    |
| лютерани                                      | 25             | 0,8%     |
| римо-католики                                 | 6              | 0,2%     |
| адвентисти                                    | 6              | 0,2%     |
| греко-католики                                | 4              | 0,1%     |
| баптисти                                      | 4              | 0,1%     |
| бретрени                                      | 4              | 0,1%     |
| лютерани (Синодально-пресвітеріанська церква) | 3              | 0,1%     |
| п'ятдесятники                                 | 1              | < 0,1%   |